# Kjeld Thorst
Kjeld Thorst (1940. május 14. –) dán válogatott labdarúgó.
A dán válogatott tagjaként részt vett az 1964-es Európa-bajnokságon.

## Sikerei, díjai
AaB
- Dán kupa (2): 1966, 1970